# Gran inundació de melassa de Boston
La gran inundació de melassa de Boston (en anglès: Great Molasses Flood) va tenir lloc el 15 de gener de 1919 al barri de North End a Boston, Massachusetts, Estats Units. Una fallada estructural en un tanc que emmagatzemava una gran quantitat de melassa va negar completament els carrers del nord de Boston, avançant a uns 56 quilòmetres per hora. La inundació va acabar amb la vida de 21 persones i en va ferir 150 més.

## Història

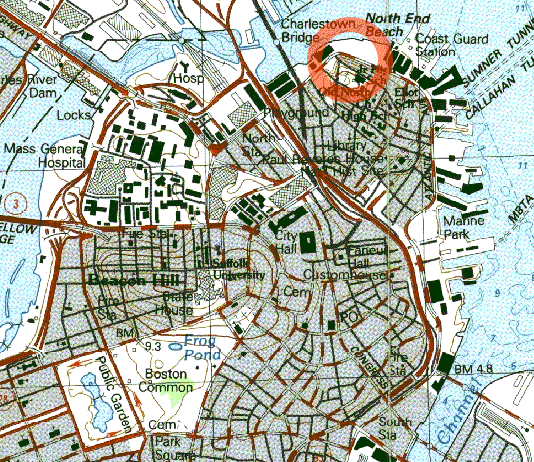
Mapa de Boston amb el barri de North End assenyalat amb un cercle vermell.

El desastre va passar a la destil·leria local de Purity Distilling Company, el 15 de gener de 1919, en vigílies de la ratificació de la XVIII esmena de la Constitució dels Estats Units, que prohibiria la producció d'alcohol fins al 1933, quan s'aboliria la llei seca.
En aquest moment, la melassa era l'edulcorant més utilitzat als Estats Units. També s'utilitzava fermentat per produir etanol, que alhora s'usava tant en la producció de begudes alcohòliques com en la producció de municions i armament. La planta en què es produïa la melassa esperava ser transferida de la Willow Street a Evereteze Way, actualment a la localitat de Cambridge.
Al 529 de Commercial Street es localitzava un gran tanc de melassa de 17,7 metres d'alt i 27,4 metres de diàmetre, capaç d'emmagatzemar fins a 8,7 milions de litres de melassa. Aquest mes de gener va ser molt més càlid en comparació del dur clima hivernal de Massachusetts, fet que va provocar el trencament dels reblons de l'estructura i l'abocament de tota la melassa, que va acabar inundant el barri de North End.
El col·lapse va fer que la melassa provoqués una onada d'entre dos i quatre metres d'alçada, que es va desplaçar a 56 km/h i amb una pressió de 200 kPa. L'onada va ser prou potent per trencar les bigues de l'estació de tren de la Boston Elevated Railway a Atlantic Avenue, a més d'aconseguir aixecar-les. Molts edificis van acabar negats per la melassa i van adquirir una capa d'entre 0,6 a 0,9 metres.
El The Boston Globe va assegurar que al voltant de 150 persones van acabar ferides i 21 van morir a causa de la melassa, algunes aixafades i altres cobertes de melassa, igual que molts cavalls estacionats a prop de la fàbrica que no van patir lesions de gravetat. Menys precisió va tenir The New York Times, que només va assenyalar dotze morts al desastre.